# Petr Matějů
Petr Matějů (22. července 1950 Praha – 16. červen 2017 Praha) byl český sociolog a politik, na přelomu 20. a 21. století poslanec Poslanecké sněmovny PČR za Unii svobody (ve straně zastával i post místopředsedy), v letech 2006 až 2007 náměstek ministryně školství a od roku 2008 do roku 2014 předseda Grantové agentury České republiky.

## Biografie

### Studium a pracovní kariéra
Vystudoval sociologii a teorii kultury na filosofické fakultě Univerzity Karlovy (PhDr. 1972). V letech 1976–1998 pracoval v Sociologickém ústavu AV ČR (dříve Československá akademie věd). Počátkem 90. let měl spory s vedením AV ČR.
V roce 1987 na základě pozvání R.M.Hausera absolvoval stáž na Department of Sociology University of Wisconsin-Madison v Madisonu. V letech 1994–2003 působil jako hostující profesor na Department of Sociology UCLA v Los Angeles, Northwestern University v Evanstonu a na dalších zahraničních univerzitách. Habilitoval se na fakultě sociálních studií Masarykovy univerzity v roce 1999, roku 2005 byl jmenován profesorem. Působil jako prorektor pro výzkum na Anglo-Americké vysoké škole v Praze (2003-05), byl zakládajícím členem a do 2006 předsedou think-tanku Institut pro sociálně ekonomické analýzy (ISEA). Od roku 2011 byl členem vědecké rady na Vysoké škole finanční a správní. Podle databáze Web of Science byly jeho práce (bez sebecitací) citovány 158krát.
Od konce 80. let se orientuje na problémy sociální mobility a stratifikace, zejména pak na vzdělanostní nerovnosti a roli vzdělání v životních šancích. Výrazně ovlivněn generací amerických sociologů kriticky rozvíjejících klasický Blau-Duncanův model procesu sociální stratifikace (Sewell, Haller, Portes, Hauser) se již na počátku své dráhy stal stoupencem „sociálně-psychologického modelu sociální stratifikace“, v jehož centru stojí jak sociálně-ekonomické, tak zejména sociálně-psychologické faktory „predikující“ dosažení vyššího vzdělání, jež je pak dominantním prvkem modelu vysvětlujícím sociálně-ekonomický status. Právě snaha aplikovat tento teoretický koncept úzce spjatý s rozvojem strukturního modelování jej již na konci 80. let přivedla k analýze stratifikačních procesů české společnosti, a to zejména v transformačním období. Do tohoto období lze zasadit i kritiku (zejména metodologickou) aplikace klasického Blau-Duncanova stratifikačního modelu na analýzu sociálního rozvrstvení české společnosti v pozdně komunistickém období.
Orientaci na sociální nerovnosti na počátku 90. let rozšířil o subjektivní dimenzi sociální stratifikace a analýzu transformace a reprodukce elit v období post-komunistické transformace. V analýze společenských změn v transformačním období pak projevila jeho teoretická inspirace v teorii různých forem kapitálu Pierra Bourdieu. O tuto teorii opřel zejména analýzy cirkulace a reprodukce ekonomických, politických a kulturních elit provedené zejména na datech z projektu „Social Stratification in Eastern Europe after 1989 and Circulation of Elites“, na jehož přípravě a realizaci se společně s D. Treimanem a I. Szelényim a dalšími výrazně podílel.
V této době, právě ve vazbě na koncepci více forem kapitálu, též formuluje a testuje tezi o konverzi sociálního a politického kapitálu na kapitál ekonomický jako dominantní strategie úspěchu v období post-komunistické transformace, a to zejména v oblasti reprodukce elit. V tomto období a ve stejném kontextu Matějů vnáší do mobilitní analýzy koncept subjektivní sociální mobility, jejíž analýzou se snaží přispět k pochopení proměn v životních šancích sociálních skupin a tříd, v jejichž objektivních charakteristikách v období transformace k žádným velkým změnám nedošlo. Zde lze vysledovat inspiraci v Darhrendorfově konceptu životních šancí, k níž se též otevřeně hlásí.
Třetí teoretická inspirace, na níž dodnes staví analýzy vývoje v subjektivní dimenzi sociální stratifikace české společnosti, spadá do oblasti krystalizace norem distributivní spravedlnosti. Tato opět spíše sociálně-psychologická inspirace, kterou společně s americkým sociologem J. Klugelem “přeložili” do sociologického pojmosloví a zejména pak do testovatelné podoby (byl vyvinut model měření pro ideologie distributivní spravedlnosti), Matějů umožnila přispět k poznání vývoje představ o distributivní spravedlnosti v období postkomunistické transformace a peripetií přechodu od dominantní rovnostářské ideologie k ideologii zásluhové.
Již na počátku 90. let inicioval zapojení České republiky do významných programů mezinárodních komparativních výzkumů širokého zaměření jako je International Social Survey Programme (ISSP) a Sociální spravedlnost, v oblasti vzdělání a dovedností pak EUROSTUDENT, International Adult Literacy Survey (IALS) a Programme for International Assessment of Adult Competencies (PIAAC). Spolu s Jiřím Večerníkem inicioval projekt Sociální trendy: výzkum – archivace – publikace – vzdělávání, v jehož rámci byl mimo jiné založen Sociologický datový archiv (dnes Český sociálněvědní datový archiv při Sociologickém ústavu AV ČR) a který vyústil v syntetizující „zprávu o české společnosti“ vydanou česky a anglicky.

## Veřejné a politické aktivity
Na počátku roku 1998 se stal členem nově vzniklé Unie svobody. Patřil ke skupině politiků Unie svobody, kteří do ní nepřestoupili z ODS, ale přišli do ní jako dosavadní nestraníci. Již v době před formálním ustavením Unie svobody byl spolu s dalším sociologem Jiřím Večerníkem autorem programových tezí, které pak US přijala na svém 1. republikovém shromáždění v únoru 1998. Byl rovněž místopředsedou Unie svobody.
Ve volbách v roce 1998 byl zvolen do poslanecké sněmovny za Unii svobody (volební obvod Východočeský kraj). Byl členem sněmovního výboru pro vědu, vzdělání, kulturu, mládež a tělovýchovu a předsedou podvýboru pro vědu a vysoké školy. V parlamentu setrval do voleb v roce 2002. Soustředil se zejména na reformy vzdělávacího systému (v roce 2002 předložil návrh zákona o školném a finanční pomoci studentům (Zákon o změně ve financování studia na vysoké škole).
Se svou stranou se ale později rozešel. 21. června 2002 oznámil odchod z Unie svobody-DEU, přičemž ale vedení strany reagovalo s tím, že nezaplacením členských příspěvků beztak od 1. dubna 2002 již nebyl formálně jejím členem. Matějů odchod ze strany, kterou zakládal, odůvodnil ztrátou její původní identity.
Za vlády Mirka Topolánka a vlády Jana Fischera působil od prosince 2008 jako předseda Grantové agentury České republiky a v letech 2007–2010 byl členem Rady pro výzkum, vývoj a inovace. Zároveň působil v první vládě Mirka Topolánka jako náměstek ministryně školství Miroslavy Kopicové, později jako pracovník ministerského odboru koncepcí a analýz a garant projektu Reforma terciárního vzdělávání. Z funkcí na ministerstvu ho stáhl později ministr Ondřej Liška, který ho popsal následovně:„jako odborníka si ho vážím, ale arogantní způsoby, kterými prosazuje své myšlenky, jsou až kontraproduktivní.“ Kromě toho v této době byl vedoucím oddělení sociologie vzdělání a stratifikace v Sociologickém ústavu Akademie věd, vlastníkem soukromé výzkumné agentury ISEA a členem vedení vzdělávacích institucí jako Škoda Auto Vysoká škola. Týdeník Ekonom ho pro tyto četné funkce označil v roce 2009 za šedou eminenci českého školství a vědy.
V letech 2006-11 zastupoval ČR ve Výboru pro vzdělávací politiku OECD. V období 2007-08 byl členem mezinárodního týmu Fulbright New Century Scholars: Higher Education in the 21st Century – Access and Equity.[zdroj?]
V červnu 2014 oznámil, že s účinností od 1. října 2014 rezignuje na post předsedy Grantové agentury ČR. Zdůvodnil to tlakem ze strany vědecké obce. Požadavek na odstoupení Matějů z funkce předsedy Grantové agentury ČR vznesla akademická obec v reakci na problematická rozhodnutí předsednictva GA ČR v grantové soutěži o pětileté projekty tzv. center excelence.

## Divadlo na okraji
V roce 1969 spolu s Miki Jelínkem a Zdenkem Potužilem založil amatérské Divadlo na okraji. Působil zde jako recitátor a herec. Divadlo se po roce 1974 profesionalizovalo. Ukončilo činnost v roce 1987.